# Marcos Cáceres
Marcos Antonio Cáceres Centurión, mais conhecido por Cáceres ou Marcos Cáceres (Assunção, 5 de maio de 1986) é um futebolista paraguaio que joga como zagueiro. Atualmente, joga no Guaraní.

## Carreira

### Inicio
Marcos Cáceres começou sua carreira no modesto Atlántida, onde jogou junto com seus dois irmãos, Hugo e Víctor Cáceres.

### Cerro Porteño
Cáceres chegou em 2006 no Cerro Porteño, onde ficou até 2007. Pelo clube paraguaio disputou 22 partidas e conquistou título.

### Racing
Acertou no Racing da Argentina em meados de 2007. No clube argentino, Cáceres, disputou 108 partidas e marcou 2 gols.

### Newell's Old Boys
Foi contratado pelo Newell's Old Boys em 2012. Ganhou a camisa de número 4.

## Seleção Paraguaia
Foi convocado pela primeira vez para a Seleção Paraguaia em agosto de 2007, pelo treinador Gerardo Martino.

## Vida pessoal
Marcos Cáceres é irmão de Víctor Cáceres, ex jogador do Flamengo.

## Estatísticas
Até 30 de abril de 2013.

### Seleção Paraguaia
| Ano   |       |      |
| Ano   | Jogos | Gols |
| ----- | ----- | ---- |
| 2007  | 1     | 0    |
| 2008  | 2     | 0    |
| 2009  | 2     | 0    |
| 2010  | 2     | 0    |
| 2011  | 4     | 0    |
| 2012  | 0     | 0    |
| 2013  | 0     | 0    |
| Total | 11    | 0    |

## Títulos
Cerro Porteño
- Campeonato Paraguaio (2): 2006 (Clausura), 2021